# Vincent Preis
Vincent Preis ist ein deutscher Literaturpreis, der seit 2007 für Werke aus dem Bereich der Horrorliteratur verliehen wird.
Zum „Vincent Preis“ genannten Preis sind alle Mitglieder des Forum Phantastik-Literatur.de und eine ausgewählte Jury aus Autoren, Grafikern, Verlegern und Journalisten wahlberechtigt. Der Name des Preises spielt auf den aus zahlreichen Horrorfilmen bekannten amerikanischen Schauspieler Vincent Price (1911–1993) an. Ursprünglich wurde nur ein Preis für Kurzgeschichten vergeben, ab 2008 wurden weitere Kategorien (Roman, Anthologie, Grafik, Sonderpreis) eingeführt. Die Verleihung des Preises findet auf der Marburg Con, einer Convention für Freunde der Horrorliteratur in Marburg, statt. Laut dem Verlag FISCHER Tor ist der Vincent Preis der einzige deutschsprachige Preis für Horrorliteratur. Für das Jahr 2020/21 wurde der Preis für einen Zweijahreszeitraum vergeben. Die Kategorie Heftroman wurde  in diesem Jahr zum ersten Mal vergeben.

## Liste der Preisträger
Die Reihenfolge der Kategorien folgt dem Jahr der Einführung. Mehrfachvergabe in einem Jahr wird durch einen trennenden Schrägstrich („/“) angezeigt.

### Kurzgeschichte
- 2007: Walter Diociaiuti: Zigeuneraugen (Masters Of Unreality, Eloy Edictions)
- 2008: Markus K. Korb: Der Nachzehrer (Grausame Städte 2, Blitz Verlag)
- 2009: Andreas Gruber: Die scharfe Kante des Geodreiecks (Rose Noir, Voodoo Press)
- 2010: Arthur Gordon Wolf: Die Dunwich-Pforte (Dunwich, Basilisk)
- 2011: Michael Knoke: Die Schattenuhr (Die Schattenuhr, Blitz Verlag)
- 2012: Markus K. Korb: C-M-B (Schock!, Atlantis Verlag)
- 2013: Vincent Voss: Eine kurze Geschichte über den Tod und den Untod (Diabolos, Luzifer Verlag)
- 2014: Markus K. Korb: Der Struwwelpeter-Code (Der Struwwelpeter-Code, Blitz Verlag)
- 2015: Richard Lorenz: So dunkel die Nacht (So dunkel die Nacht, Edition CL)
- 2016: Faye Hell: Cock sucking Vampires from Hell (Fleisch 4, Eldur Verlag)
- 2017: Faye Hell: Alma Mater (Dark Poems, Arunya Verlag)
- 2018: Oliver Müller: The axeman’s jazz (Dark Killers)
- 2019: Gard Spirlin: Dann singe ich ein Lied für dich (Zwielicht 13)
- 2020/21: Günther Kienle: Der Fall Ernesto Tortuga – Maitre und Kosmonaut (Das geheime Sanatorium)
- 2022: Oliver Müller: Im Namen der heiligen Jungfrau Maria (Dark Empire)

### Roman
- 2008: Andreas Gruber: Das Eulentor (Blitz Verlag)
- 2009: Tobias Bachmann: Dagons Erben (Basilisk Verlag)
- 2010: Harald A. Weissen: Begegnung mit Skinner (Sieben Verlag)
- 2011: Jörg Kleudgen, Michael Knoke: Totenmaar (Blitz Verlag)
- 2012: Kai Meyer: Das zweite Gesicht (Blitz Verlag)
- 2013: Jörg Kleudgen: Saburac (Goblin Press)
- 2014: Isa Grimm: Klammroth (Bastei Lübbe)
- 2015: Jörg Kleudgen: Teatro Oscura (Edition CL)
- 2016: Vincent Voss: Frischfleisch (Verlag Torsten Low)
- 2017: Torsten Scheib: Götterschlacht (Amrûn Verlag)
- 2018: Faye Hell: Rigor Mortis (Papierverzierer Verlag)
- 2019: Vincent Voss: Infiltriert (Torsten Low)
- 2020/21: Vincent Voss: Im Eis (Torsten Low)
- 2022: Thomas Lohwasser, Vanessa Kaiser, Thomas Karg: Die Erben Abaddons: Verfall (Torsten Low)

### Anthologie/Magazin/Sekundärwerk
- 2008: Sven Kössler, Werner Placho: Creatures (Eloy Edictions)
- 2009: Michael Schmidt (Hrsg.): Zwielicht 1 (Eloy Edictions)
- 2010: Michael Schmidt (Hrsg.): Zwielicht 2 (Eloy Edictions)
- 2011: Nina Horvath (Hrsg.): Die Schattenuhr (Blitz Verlag)
- 2012: Markus K. Korb: Schock! (Atlantis)
- 2013: Michael Schmidt (Hrsg.): Zwielicht 3 (Saphir im Stahl)
- 2014: Constantin Dupien (Hrsg.): Mängelexemplare Dystopia (Amrûn Verlag)
- 2015: Constantin Dupien (Hrsg.): Mängelexemplare – Haunted (Amrûn Verlag)
- 2016: Constantin Dupien (Hrsg.): Mängelexemplare: Heimgesucht (Amrûn Verlag)
- 2017: Vanessa Kaiser, Thomas Lohwasser (Hrsg.): 12 Monate Angst (Verlag Torsten Low)
- 2018: Achim Hildebrand, Michael Schmidt (Hrsg.): Zwielicht 12 (Zwielicht)
- 2019: Sarina Wood (Hrsg.): Geister der Vergangenheit (Torsten Low)
- 2020/21: Achim Hildebrand, Michael Schmidt (Hrsg.): Zwielicht 16 (Zwielicht)
- 2022: Vanessa Kaiser, Thomas Karg (Hrsg.): Mysterien der See (Torsten Low)

### Grafik
- 2008: Mark Freier: Totenmeer (Basilisk Verlag)
- 2009: Mark Freier: Necrologio (Blitz Verlag)
- 2010: Mark Freier: Das Haus am Waldrand (Blitz Verlag)
- 2011: Mark Freier: Innsmouth (Basilisk Verlag)
- 2012: Björn Ian Craig: Dhormenghruul (Eloy Edictions)
- 2013. Björn Ian Craig: Zwielicht 3 (Saphir im Stahl)
- 2014: Mark Freier: Der Struwwelpeter-Code (Blitz Verlag)
- 2015: Mark Freier: Keine Menschenseele (Amrûn)
- 2016: Markus Lawo: Gone Made (Create Space)
- 2017: Timo Kümmel: Götterschlacht (Amrûn Verlag)
- 2018 Björn Ian Craig: Zwielicht 12 (Zwielicht)
- 2019: Mark Freier: Das raunende Wrack (Torsten Low)
- 2020/21: Björn Ian Craig: Zwielicht 15 (Zwielicht)
- 2022: Mark Freier: Mysterien der See

### Sonderpreis
- 2008: Andreas Gruber (Autor),  Eloy Edictions (Verlag)
- 2009: Mark Freier (Grafik)
- 2010: Frank Festa für verlegerische Tätigkeiten
- 2011: Alisha Bionda für die Förderung junger Autoren und der phantastischen Literatur im Allgemeinen
- 2012: Jörg Kleudgen für Goblin Press, Förderung junger Autoren und die Literaturseiten in den Musikmagazinen Gothic & Gothic grimoire
- 2013: Bernd Rothe für verlegerische Tätigkeiten
- 2014: HR Giger für sein Lebenswerk
- 2015: Team des Marburg-Con für die langjährige Arbeit für das Fandom
- 2016: Horror-Forum
- 2017: Torsten Low
- 2018: Jason Dark für sein Lebenswerk, vor allem seine Serie John Sinclair
- 2019: Dirk Bützer für sein tatkräftiges Engagement in der Phantastik-Szene und u. a. seine Förderung der Phantastik-Literatur
- 2020/21: Anke und Wolfgang Brandt für den Geisterspiegel sowie die Anthologie Reihe Dark.
- 2022: Eric Hantsch für seine langjährigen Verdienste als Vincent-Preis-Organisator, Lektor, Herausgeber und Verleger um das Fandom und die klassische Phantastik.

### Hörspiel/Hörbuch
- 2009: Kai Meyer, Marco Göllner: Die Geisterseher (Zaubermond Audio)
- 2010: H. P. Lovecraft, Marc Gruppe: Gruselkabinett 44+45 – Berge des Wahnsinns (Titania Media)
- 2011: Kai Meyer, Marco Göllner: Die Winterprinzessin (Zaubermond Audio)
- 2012: Kai Meyer, Marco Göllner: Loreley (Zaubermond Audio)
- 2013: H. P. Lovecraft, Marc Gruppe: Gruselkabinett 78: Das Ding auf der Schwelle (Titania Medien)
- 2014: Thomas Fröhlich: Sherlock Holmes Phantastik 2 – Das Geheimnis des Illusionisten (Winterzeit)
- 2015: Gruselkabinett 96 + 97: Madame Mandilips Puppen (Regie: Marc Gruppe nach einer Vorlage von Abraham Merritt)

### Internationales Literaturwerk
- 2010: Jack Ketchum: Die Schwestern (Atlantis)
- 2011: H. P. Lovecraft: Chronik des Cthulhu-Mythos 1 (Festa Verlag)
- 2012: Edward Lee: Innswich Horror (Voodoo Press)
- 2013: Stephen King: Doctor Sleep (Heyne)
- 2014: Clive Barker: Fahr zur Hölle, Mister B. (Festa Verlag)
- 2015: Clive Barker: Das scharlachrote Evangelium (Festa Verlag)
- 2016: Tim Curran: Skull Moon (Luzifer Verlag)
- 2017: H. P. Lovecraft: Die geliebten Toten (Festa Verlag)
- 2018: Algernon Blackwood: Aileen (Zwielicht) / Tim Curran: Die Wiedererweckten des Herbert West (Luzifer Verlag)
- 2019: Stephen King: Das Institut (Heyne)
- 2020/21: Stephen King: Blutige Nachrichten (Heyne)
- 2022: Michael Schmidt, Matthias Käther (Hrsg.): Fantastic Pulp 3 (Blitz Verlag)

### Storysammlung
- 2016:Tobias Bachmann: Liebesgrüße aus Arkham (Edition CL) / Markus Kastenholz: Rotjäckchen und der perverse Wolf (Eldur Verlag)
- 2017: Markus K. Korb: Spuk! (Amrûn Verlag)
- 2018: Markus K. Korb: Phantasma Goriana (Voodoo Press)
- 2019: Markus K. Korb: Das raunende Wrack (Verlag Torsten Low)
- 2020/21: Tobias Jakubetz: Das Gift der Angst (Edition Solar X)
- 2022: Christian Günther: Geschichten vom Ende der Welt (BoD)

### Heftroman
- 2020/21: Adrian Doyle: Professor Zamorra 1205–1208 (Bastei)
- 2022: Oliver Müller: Mourning Doll – Trost aus der Hölle (John Sinclair 2293)